# L'Épreuve (film, 1916)
Pour les articles homonymes, voir L'Épreuve.

L'Épreuve est un film muet français réalisé par Louis Feuillade et sorti en 1916.

## Fiche technique
- Réalisation : Louis Feuillade
- Société de production :  Société des Etablissements L. Gaumont
- Format : Noir et blanc - Muet - 1,33:1 - 35 mm
- Année de sortie : 
  - France : 1916

## Distribution
- Camille Bert
- Renée Carl
- Georges Coquet
- René Navarre